# Carlo Alberto Madrignani
Carlo Alberto Madrignani (Sarzana, 17 gennaio 1936 – Pisa, 7 maggio 2008) è stato uno storico della letteratura italiano.

## Biografia
Si iscrisse alla Facoltà di Lettere dell'Università di Pisa e fu allievo di Luigi Russo, di cui sarà dopo la laurea l'ultimo assistente. Insegnò dapprima nelle scuole medie superiori per poi essere chiamato a fondare la facoltà di Lettere dell'Università di Siena. Tornò quindi a Pisa dove fu assistente ordinario all'università, divenendo in seguito professore associato di Letteratura italiana. In seguito fu anche professore ordinario e per un anno si trasferì a Cagliari, per poi tornare definitivamente a Pisa. Pubblicò svariati volumi e articoli sulla letteratura italiana del Settecento, su Federico De Roberto e sugli autori siciliani otto-novecenteschi (in particolare Luigi Capuana, Giovanni Verga, Leonardo Sciascia).
La sua biblioteca è stata donata e si conserva nella Biblioteca universitaria di Pisa

## Opere
- Capuana e il naturalismo, Bari, Laterza (1970)
- Illusione e realtà nell'opera di Federico De Roberto, Bari, De Donato (1972)
- Ideologia e narrativa dopo l'Unificazione. Ricerche e discussioni, Roma, Savelli (1974)
- Cultura e letteratura nell'età del positivismo, in La letteratura italiana. Storia e testi, diretta da C. Muscetta, VIII, 1: Il secondo Ottocento. Lo stato unitario nell'età del positivismo, Bari, Laterza (1975)
- Rosso e nero a Montecitorio. Il romanzo parlamentare della nuova Italia (1861-1901), Firenze, Vallecchi, (1980)
- Circularity - breve saggio Pisa 1988 - per un Papier froissé di Antonio Papasso
- L'ultimo Cassola. Letteratura e pacifismo, Roma, Editori Riuniti (1993)
- All'origine del romanzo in Italia. Il «Celebre abate Chiari», Liguori (2000)
- Effetto Sicilia. Genesi del romanzo moderno, Quodlibet (2007)
- Verità e Visioni, Pisa, ETS (postumo, 2013)